# Chlamydoselachus bracheri
†Chlamydoselachus bracheri es una especie extinta de la familia Chlamydoselachidae del género Chlamydoselachus y del orden Hexanchiformes que vivió en el Mioceno.